# Flor Esther Morales Moreno
Flor Esther Morales Moreno (Guachochi, Chihuahua, 1995), conocida como Sewá, es una lingüista y traductora rarámuri ganadora en 2017 del Premio Erasmo Palma al Mérito Literario Indígena con su cuento Kíne u´súwala a´li Chiwáwa, traducido como Pláticas de mi abuela Elena: de Basoréachi a Chihuahua, el cual está enfocado en abordar, desde una voz femenina y por medio de figuras literarias, algunas temáticas de la vida en la Sierra Tarahumara y sus memorias familiares.

## Trayectoria Académica
Realizó sus estudios de licenciatura en Lingüística Antropológica en la Escuela de Antropología e Historia del Norte de México. Ha participado en varios foros y congresos como el Primer Taller Bilateral Alemania-México, el Foro Internacional de Estudiantes de Lingüística y Literatura, el Encuentro Regional de Mujeres en la Investigación Social y Humanista y en Museo Casa Redonda con ponencias dedicadas a hablar sobre la mujer rarámuri y la propia lengua. En 2019 obtuvo la maestría.

## Trayectoria profesional
Ha impartido talleres de lengua rarámuri en la Secretaría de Cultura de Chihuahua. y en el Foro Educativo Regional "Arte, Lengua y Educación en Contextos Étnicos de Sierra Tarahumara" en la Universidad Pedagógica Nacional del Estado de Chihuahua, Campus Parral Asimismo, ha trabajado como traductora para organizaciones institucionales e independientes como Volaris, aerolínea mexicana para la que tradujo la información de seguridad de vuelo al rarámuri y Casa Nortes, asociación a la cual ha contribuido con la traducción de algunos textos a su lengua materna. Asimismo, es escritora, consejera sobre su cultura y promotora de lectura.

En 2017 fue acreedora del Premio Erasmo Palma al Mérito con su cuento Kíne u´súwala a´li Chiwáwa, traducido como Pláticas de mi abuela Elena: de Basoréachi a Chihuahua, el cual está enfocado en abordar, desde una voz femenina y por medio de figuras literarias, algunas temáticas de la vida en la Sierra Tarahumara y sus memorias familiares. Respecto a esto, la autora ha dicho lo siguiente: 
Pareciera fácil salir de casa pero no lo es, no lo es para alguien  que se le ha visto como un ser inferior  durante mucho tiempo, a quien se le enseño tenerle miedo a los personas mestizas que asolaron y siguen desbastando las zonas serranas, tampoco es sencillo para algunas personas muy apenas saben hablar el español porque saben que para sobrevivir deben de hablarlo  y porque no sucede al revés…Los costos de moverse lejos de casa se pagan, de qué manera? , Olvidando las generaciones que nos dieron vida por las cuales que estamos aquí, olvidando...Ese olvido también tiene sus causas, para que quiero recordar? si el hecho de ser rarámuri , lo cual conlleva a que minimicen  o a no ser mirado tan siquiera , son perdidas enormes pero no hemos sabido a dimensionar, pero es justo aquí en donde creo es muy importante el papel que juegan las generaciones más jóvenes.
En 2019 colaboró como asesora lingüística para la producción discográfica llamada Eeká nawajíala - Poema del viento, el cual es un homenaje a la poeta, ensayista, traductora y promotora social Dolores Batista y a la cultura rarámuri, además es una selección de textos de Batista a los que la artista Paola Tásai les da voz.  En 2020 trabajó como traductora del rarámuri al español para el renovado y bilingüe Museo Tarahumara de Arte Popular, del cual dijo lo siguiente:
En mi opinión, el Museo puede ser un punto de partida para integrar de manera más profunda a la gente que vive en los alrededores. Creo que puede ser un punto de partida para hacer talleres, para reunir a la población porque un museo da para mucho. 
Recientemente, se unió a Rosa María Sáenz y Gabino Gómez para participar en el aniversario luctuoso como un signo de apoyo a las luchas de los pueblos indígenas y para exigir justicia para el defensor rarámuri Julián Carrillo Martínez.